# Бриси Амежикур
Бриси Амежикур (фр. Brissy-Hamégicourt) насеље је и општина у североисточној Француској у региону Пикардија, у департману Ен (Пикардија) која припада префектури Сен Кентен.
По подацима из 2011. године у општини је живело 640 становника, а густина насељености је износила 51,7 становника/km². Општина се простире на површини од 12,38 km². Налази се на средњој надморској висини од 70 метара (максималној 112 m, а минималној 54 m).

## Демографија
| 1962. | 1968. | 1975. | 1982. | 1990. | 1999. | 2011. |
| ----- | ----- | ----- | ----- | ----- | ----- | ----- |
| 805   | 814   | 741   | 726   | 715   | 626   | 640   |

График промене броја становника у току последњих година